# Etenga (peuple)
Pour les articles homonymes, voir Etenga.
Les Etenga sont une population du Cameroun, vivant au sud de la Région du Centre, notamment dans le département de la Méfou-et-Akono, dans le groupement Etenga de l'arrondissement de Ngoumou, entre Otélé et Mbalmayo. Ils sont proches des Ewondo dont ils partagent la langue, mais ce ne sont pas des Ewondo au sens propre. Ils font partie du grand groupe des Beti.